# 鳥取県の島の一覧

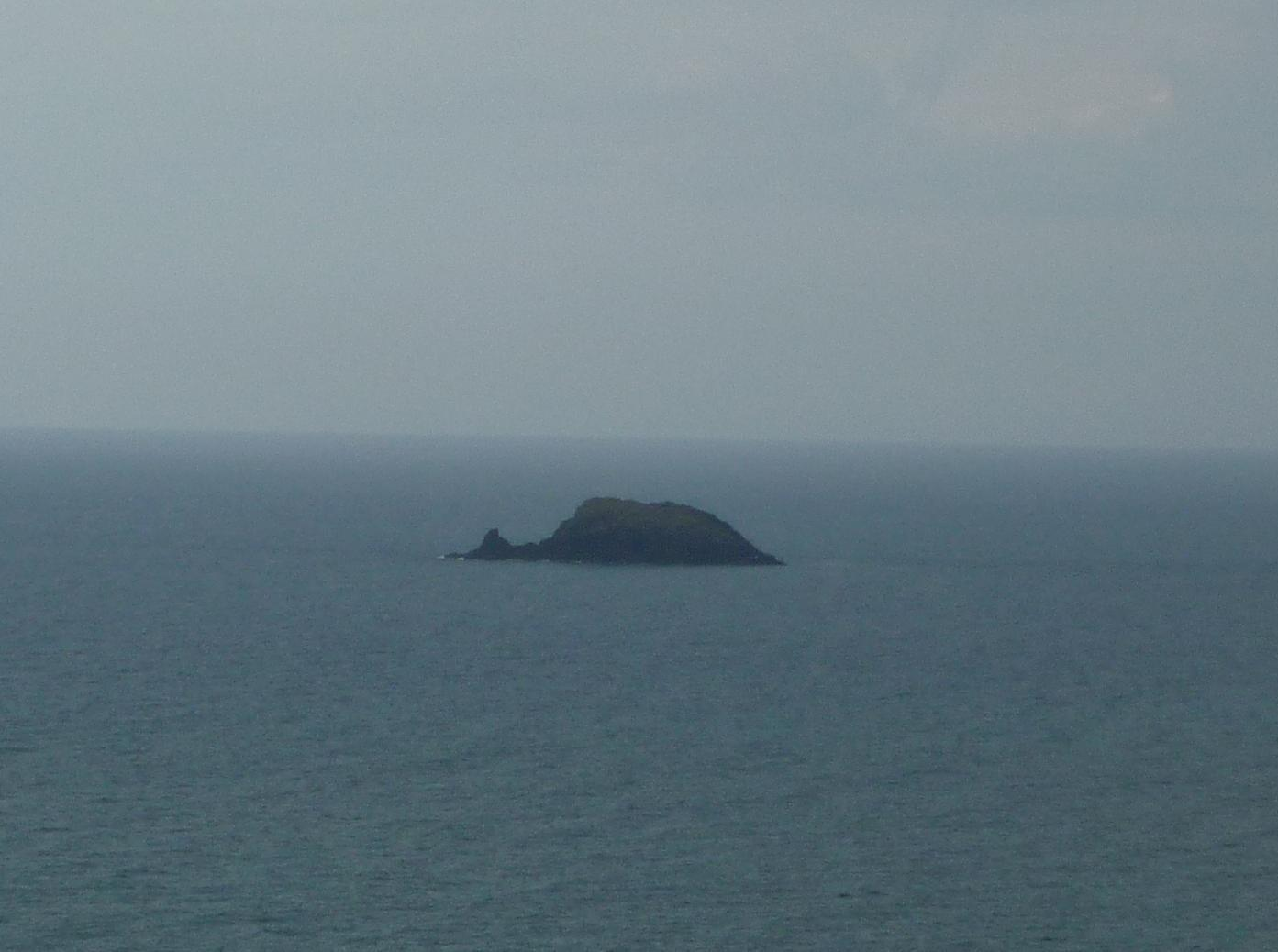
鯨の姿に喩えられる海士島

鳥取県の島の一覧では、鳥取県に属する海上の島を列挙する。

## 島の数

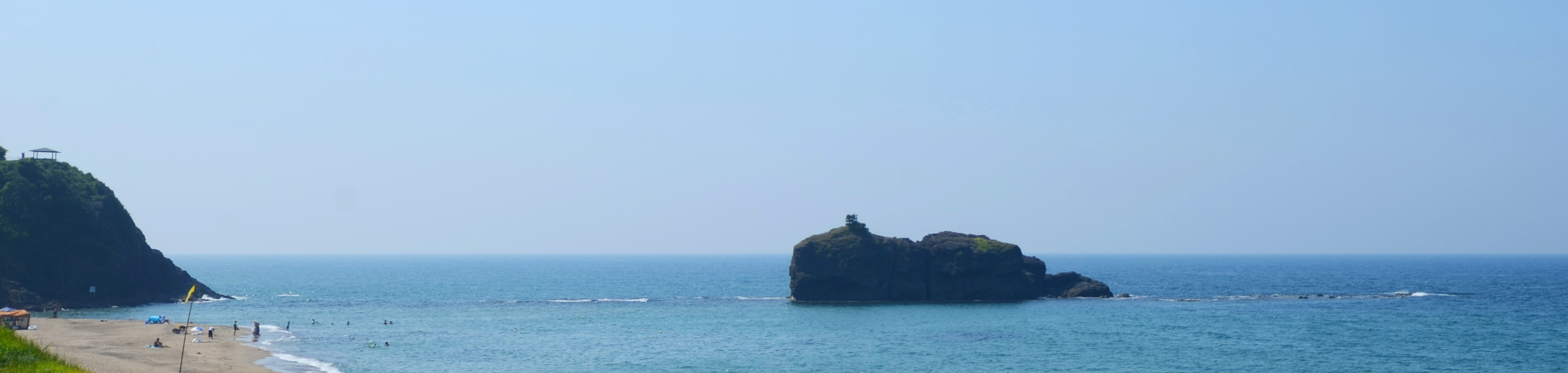
「因幡の白兎」の舞台とされる白兎海岸と淤岐ノ島

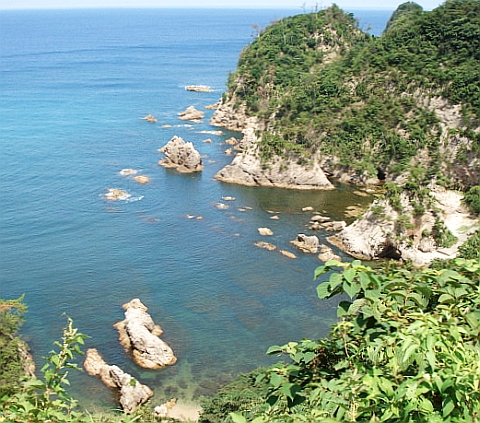
浦富海岸にはたくさんの小島がある。

日本列島を構成する島の数をめぐっては様々な指標が公表されている。（詳しくは日本の島の一覧#日本の島の数を参照。）
海上保安庁によれば、「周囲0.1km以上の陸地」として数えたものとして鳥取県には35の島があるとされている。そのすべてが周囲1km未満の「小さな島」である。
国土地理院は毎年「面積1km2以上」の島名と面積を公表しているが、鳥取県にはこれに該当するものがない。
財団法人日本離島センターが1976（昭和51）年に発行した『日本島嶼一覧』では、「国土地理院地図」に固有名が記載されているものとして鳥取県では9島が挙げられている。
本項では、この9島に加えて2016年時点での「国土地理院地図」に島名が記載されているものを中心に列挙する。

### 鳥取県の島の概況
前述の通り「島の数」の数え方には様々な指標がある。海上保安庁が「周囲100メートル以上」の条件で数えた島数は鳥取県全域で「35」であるが、鳥取県東部の浦富海岸には160以上もの島があるとされており、そのほとんどは周囲100メートルに満たない小島となっている。
なお、2016年現在、鳥取県には人の居住が可能な島はなく、すべて無人島である。
歴史的には中海に人が住む島があったが、干拓によって地続きになっている（粟島神社参照。）。
海上保安庁や日本離島センターなどの資料では湖沼に浮かぶ島は基本的に扱われていないが、多鯰ヶ池や湖山池には島がある。なかでも湖山池の青島は面積が0.147km2、周囲が約1.8kmあり、鳥取県内では最大の「島」である。

### 主要島
| 島名              | 位置                                   | 国土地理院地図 | 国土地理院地図 | 国土地理院地図 | 離島センター | 周囲   | 面積       | 出典          |
| 島名              | 位置                                   | 5.0            | 2.5            | web            | 離島センター | 周囲   | 面積       | 出典          |
| ----------------- | -------------------------------------- | -------------- | -------------- | -------------- | ------------ | ------ | ---------- | ------------- |
| 向島 （宮島）     | 北緯35度35分31.4秒 東経134度19分21.9秒 | [ 8 ]          | [ 9 ]          | ○              | [ 5 ]        |        |            | [ 10 ] [ 11 ] |
| 松島              | 北緯35度35分45.5秒 東経134度18分58.5秒 | [ 8 ]          | [ 9 ]          | ○              |              | 0.3km  |            | [ 10 ] [ 11 ] |
| 向島 （田後向島） | 北緯35度35分39.0秒 東経134度18分48.4秒 | [ 8 ]          | [ 9 ]          | ○              |              | 0.12km |            | [ 10 ] [ 11 ] |
| 黒島              | 北緯35度35分52.0秒 東経134度18分35.2秒 | [ 8 ]          | [ 9 ]          | ○              | [ 5 ]        | 0.3km  |            | [ 10 ]        |
| 菜種島            | 北緯35度35分38.5秒 東経134度18分13.4秒 | [ 8 ]          | [ 9 ]          | ○              | [ 5 ]        | 0.4km  |            | [ 10 ]        |
| 千貫松島          | 北緯35度35分7.5秒 東経134度17分27.4秒  |                |                |                |              | 0.05km |            | [ 10 ]        |
| 海士島            | 北緯35度33分47.4秒 東経134度14分18.9秒 | [ 12 ]         | [ 13 ]         | ○              | [ 5 ]        | 0.35km | 0.00385km2 | [ 14 ]        |
| 鳥ヶ島            | 北緯35度32分34.5秒 東経134度11分2.2秒  | [ 12 ]         | [ 13 ]         | ○              | [ 5 ]        | 0.4km  | 0.0048km2  | [ 15 ]        |
| 大島              | 北緯35度32分24.1秒 東経134度8分13.2秒  | [ 12 ]         | [ 13 ]         | ○              | [ 5 ]        | 0.3km  | 0.002km2   | [ 16 ]        |
| 房島              | 北緯35度31分55.6秒 東経134度7分42.2秒  | [ 12 ]         | [ 13 ]         | ○              | [ 5 ]        | 0.2km  | 0.005km2   | [ 17 ]        |
| 淤岐ノ島          | 北緯35度31分41.1秒 東経134度6分43.3秒  | [ 12 ]         | [ 18 ]         | ○              | [ 5 ]        |        | 0.002km2   | [ 19 ]        |
| 烏帽子岩          | 北緯35度31分38.9秒 東経134度5分26.9秒  | [ 12 ]         | [ 18 ]         | ○              | [ 5 ]        |        |            | [ 20 ]        |

## 鳥取県東部

### 浦富海岸

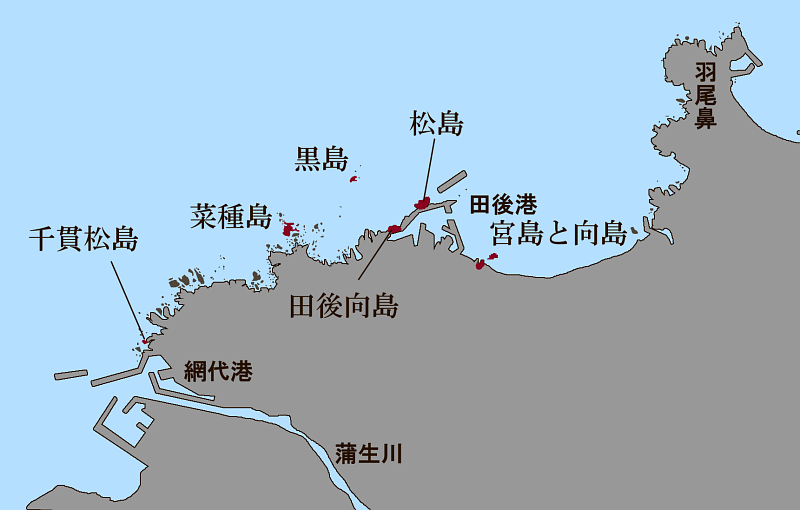
浦富海岸西部の略図

鳥取県の東端にある陸上岬から、羽尾鼻、網代港を経て駟馳山付近までの東西約15kmにわたる海岸を浦富海岸と呼ぶ。浦富海岸の複雑に入り組んだ岩礁には、約160の小島が点在している。これらの島々の中で最大なのは全周400メートルあまりの菜種島で、ほか小さな島ばかりである。
景勝地でもあり、これらの小さな島々にもさまざまな呼称がつけられている。（詳細は浦富海岸参照。）
岩美町には砂浜海岸に面する浦富地区と岩場に港をもつ田後地区がある。それぞれの地区の岸から数十メートル沖に「向島」がある。両者を区別して、田後地区の島を「田後向島」とも呼ぶ。

#### 宮島と向島

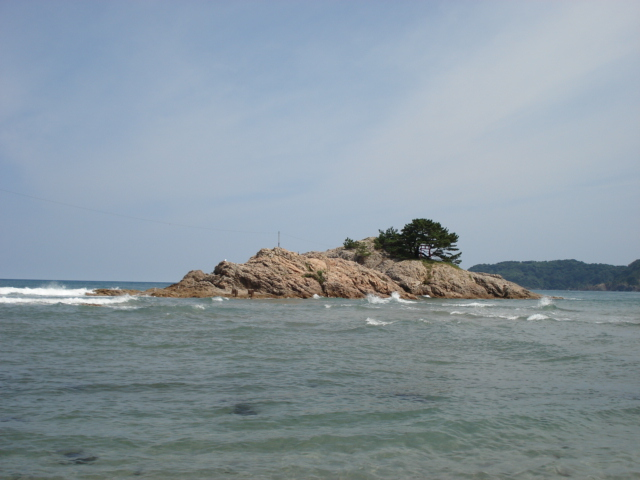
浦富海水浴場の「向島」。しばしば「宮島」とされる。

浦富の砂浜の西の端には本土側に高さ20メートルほどの小さな岩山があり、その数十メートル沖に岩の島がある。この2つの岩場にはそれぞれ「宮島」「向島」の呼称があるが、どちらを「宮島」「向島」と呼ぶかは文献によって食い違いがある。
海中の岩場を宮島とするもの
古い国土地理院地図やゼンリンの住宅地図、鳥取県が作成したパンフレットなどでは、海中の岩場を「宮島」をしている。1976年の『日本島嶼一覧』（財団法人日本離島センター）でも国土地理院地図に基づいて「宮島」の名を挙げている。
海中の岩場を向島とするもの
1928（昭和3）年に浦富海岸が天然記念物に指定される際に内務省が作成した文書などでは、宮島を「砂浜に連接した島」と表現し、海上のものを向島としている。岩美町が作成した『新編岩美町誌』・『名勝及び天然記念物浦富海岸保存管理計画』や、新しい国土地理院地図や道路地図などでは、沖の岩場に「向島」と書かれている。
『日本地名大辞典 31 鳥取県（角川日本地名大辞典）』でも本土側の岩山が「宮島」とするのが正しく、沖の岩場を「宮島」とする資料は誤りであるとして、正しくは「向島」であるとしている。ここではこの説に基づいて、本土側の岩山を「宮島」、沖の岩場を「向島」として扱う。
向島は黒雲母花崗岩を主体とする岩の島である。島にはクロマツが1本あるほか、タイトゴメ（マンネングサ属）などが自生している。

宮島は高さが20メートルほどの花崗岩の岩場で、周囲は400メートルほどある。かつては独立した島だったが、今では海水浴場の砂浜と地続きになっており、海水浴場の西端にある岩山になっている。岩場の頂きには荒砂神社が鎮座している。荒砂神社は『延喜式神名帳』の「大神社（オホムワノ-）」に比定される神社の一つである（因幡国の式内社一覧参照。）。その社殿の軒下には竜の彫刻があり、左甚五郎の弟子の作品として知られている。宮島と荒砂神社は浦富海岸を代表する景勝地の一つとされている。

#### 田後向島
田後向島は田後港の入り口にある花崗岩の島。単に「向島」と呼ぶこともあるが、浦富海水浴場の向島と区別して田後向島とも呼ばれる。周囲は120メートル、高さは10メートル。
現在、向島から松島までは防潮堤で本土と接続されている。この防潮堤はもともと江戸時代に建設が始まったもので、嘉永年間（1848-1854年）に向島と本土が50メートルの堤で繋げられた。これは1890（明治23）年の暴風で破壊されてしまったが、大正時代から昭和初期にかけて、向島からシラセ島の約140メートル、シラセ島から松島までの約40メートルの防波堤が建設された。戦後も拡張が続けられ、田後港として整備されている。また、港内には国土地理院の田後験潮場が設けられている。

#### 松島
松島（まつしま）は岩美町の田後港の入り口にある黒雲母花崗岩の島。周囲は約300メートル、高さは20メートル。島には松の木が繁っている。
陸地からは約400メートルの位置にあり、田後向島から松島にかけては大小の岩礁が並んでいて、田後港を季節風から守る天然の防波堤の役割をしていた。大正時代から昭和初期にかけて、そこの人工防波堤が建設され、今は陸地から田後向島、シラセ島、松島などが一体的に接続されている。

#### 黒島
黒島（くろじま）は岩美町にある島。
浦富海岸の一部で、岩美町田後港の沖合500mにあり、周囲は約300m、高さは最大約20mの島。近隣は浦富海岸の中でも城原海岸と呼ばれるが、それらの海岸や島は花崗岩質で赤色ないし白色を帯びるのに対し、黒島は凝灰角礫岩でできていて黒っぽく見える。
冬場の荒波が島を乗り越えて潮をかぶるため、島上には植物は生えていない。しかし島の周りは海藻類が豊富で、テングサ、フノリ、ワカメ、ホンダワラ、アオノリ、アオサなどが繁茂している。
島全体は南に向かって20度傾いており、海岸と黒島の間には断層があると考えられている。波食棚が発達し、露頭には黄銅鉱が見られる。岩場には直径1mを超える甌穴が見られる。甌穴の大きさは直径1.1-1.4メートルほどの楕円形で、深さが1.6メートル。甌穴の底には円礫が数個沈んでいるのが見える。
黒島自体も釣り場になっているほか、黒島からさらに500mほど沖合には「黒島の瀬」と呼ばれる岩礁がある。黒島の瀬は水深が30～40mで、東西約1km、南北1.5～2kmにわたっており、タイやブリのほか、メバル、カサゴの漁が行われる。黒島から海岸を眺めると美景とされている。

#### 菜種島
菜種島（なたねじま）は岩美町にある島。

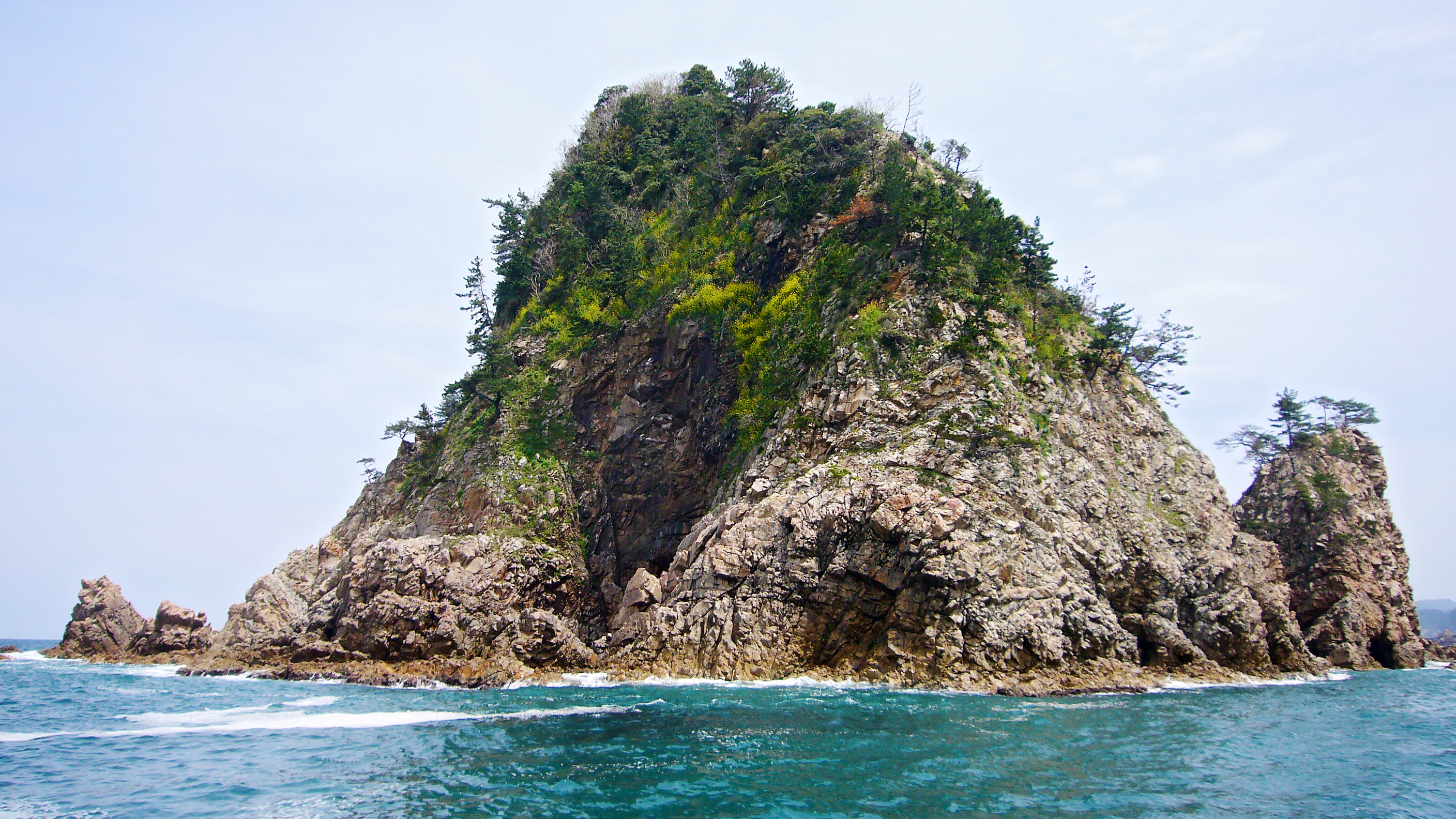
菜種島（拡大すると菜の花が見える）

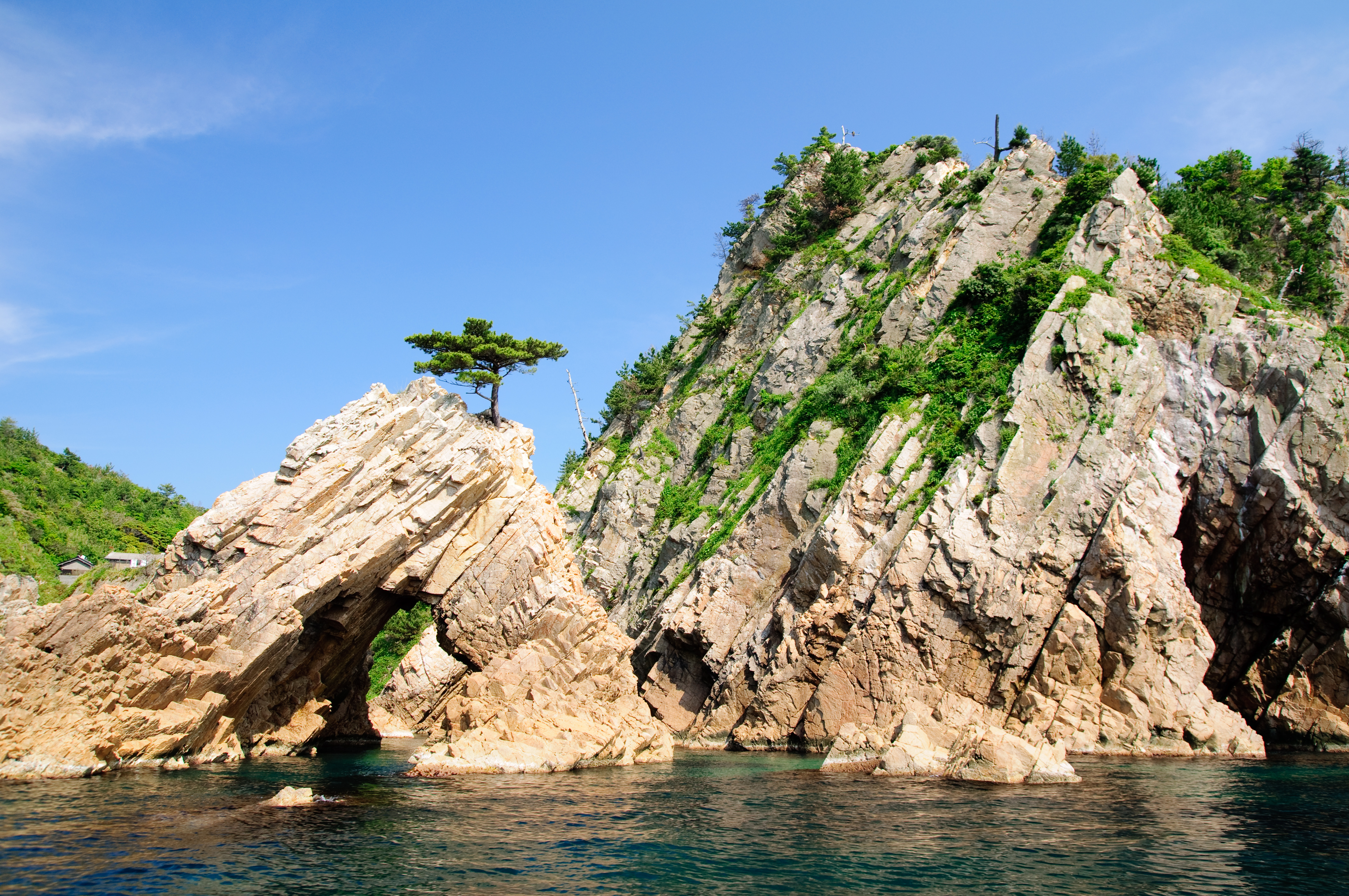
千貫松島

浦富海岸の城原海岸にあり、高さが最大約50～60m、周囲は約400mある。浦富海岸の島としては最大で、浦富海岸の景勝地の代表格。4つの小島を伴っており、菜種五島とも呼ばれる。菜種五島はもともと1つの半島だったものが海食作用で隔てられたものである。島の南北にはそれぞれ洞門があり、特に北側の洞窟は幅5メートル、高さ8メートル、奥行きが50メートルある。
ほかにも近くにはかつて洞門のある周囲50メートルの島（門島）があったが、崩落して3個の小島（北門島、中門島、南門島）になった。このうち北門島と南門島は花崗岩だが、中門島は北側が花崗岩、南側が石英斑岩でできている。
島全体は黒雲母花崗岩で構成されていて、淡い褐色から白色をしている。花崗岩の白色の断崖上にはクロマツがみられ、マルバグミ、トベラ、テリハノイバラやコケ類が自生している。江戸時代に、近海で座礁した北前船の積み荷の菜種が漂着し、それ以来アブラナ（菜種）が自生することからこの名がある。
菜種島のアブラナは、日本国内では稀少な在来種であり、学術的に貴重であるとされている。国内では明治以降に西洋種が導入されて普及し、在来種の自生地はほとんど無くなってしまっている。しかし菜種島は常に西寄りの強い海風が吹いているうえに、自生地は高さ60メートルほどの切り立った岩場の上にあるので、陸側から西洋種や雑種の花粉が到達する可能性がほとんど無く、江戸時代のアブラナ種がいまも純粋なまま保持されている。しかし近年はアブラナの数が減りつつあり、いずれ絶滅するとみられている。

#### 千貫松島
千貫松島（せんがんまつしま）は周囲50mの小島で、網代港の北にある。海中から突き出た高さ25mの花崗岩に穴が開き海食洞門となっている。
鳥取藩主池田綱清が、島の天辺に生えている松の木を気に入り、これを庭に移した者には千貫を与えると言ったことから名がついた。当時の松は枯死しており、2014年現在の松の木は後に生えたものである。

### 鳥取砂丘以西

#### 海士島

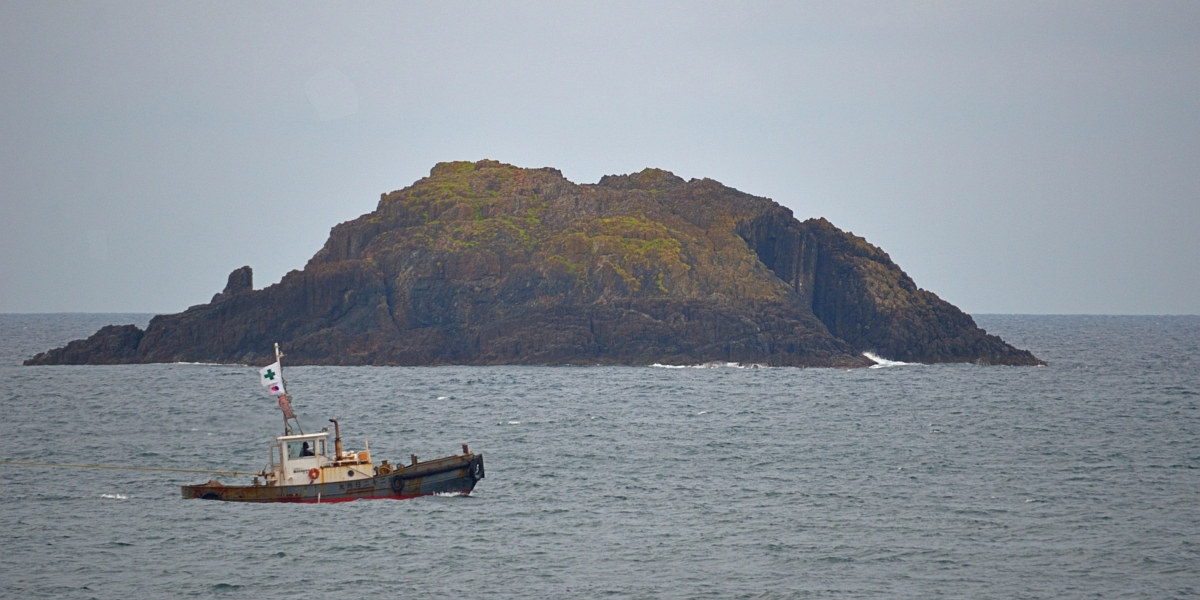
鳥取砂丘の沖合に浮かぶ海士島。東側には洞窟がある。

海士島（あもうじま）は鳥取市福部（旧福部村）にある島。鳥取砂丘（旧福部村海士地区）の東部にあるニツ山から見て1.4kmほど北の沖合にある。高さは約20メートルあり、東西約100メートル、南北約70メートル、周囲約350メートル、面積は0.00385km2。島全は安山岩からできていて、東側には洞窟のように窪んだ地形があり、西側には張り出した岩場がある。鳥取砂丘から眺める島影は鯨の姿にも喩えられる。一方、砂丘側から見えない北側は絶壁になっている。樹木はないが夏季には草が育つ。
海士島の周辺水域は海深20メートル程度で、海底は主に砂地である。その中では数少ない岩場であるため漁場として知られており、釣り人のための渡し船もある。このほか、付近には「マツ瀬」と呼ばれる東西200ｍ、南北100ｍの岩礁があり、漁業に使われている。

#### 鳥ヶ島
鳥ヶ島（とりがしま）は鳥取市賀露にある島。

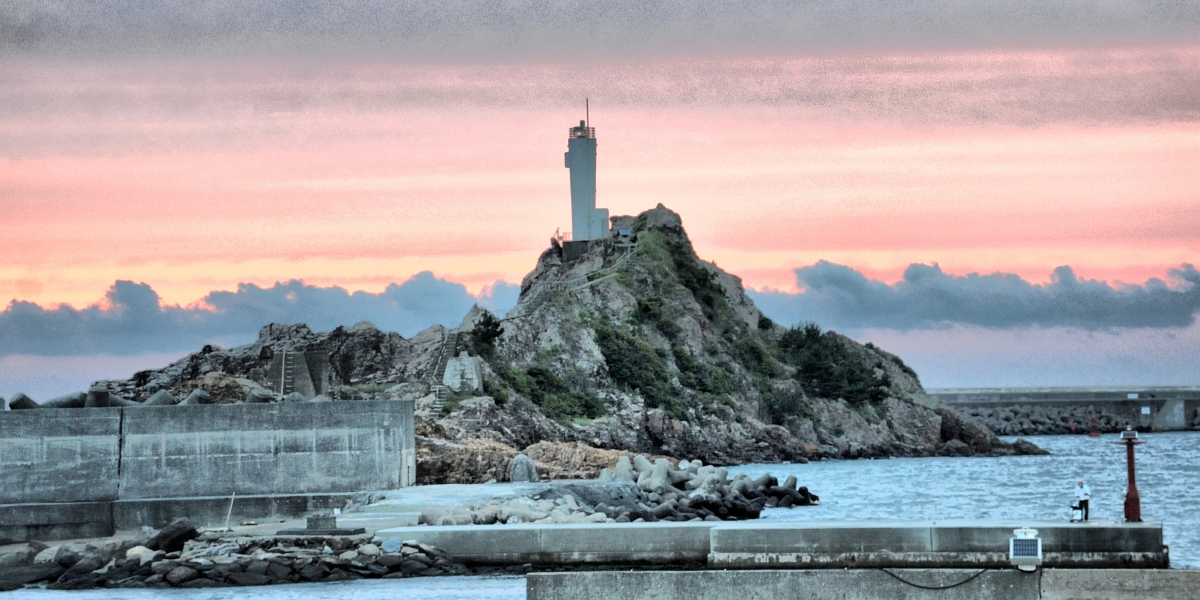
賀露港の鳥ヶ島

鳥取港（賀露港）の入り口にある流紋岩の島で、周囲は約400m、高さは最大約26m、面積は0.0048km2。港を季節風から守る天然の防風壁となっているほか、人工防波堤と接続され、全体として鳥取港の防波堤の一部となっており、島上には鳥取港灯台が設置されている。
『因幡志』や賀露神社の伝承によれば、奈良時代の留学僧吉備真備が唐から帰国した際に、鳥取の海岸近くで漂流し、「大島」（現在の鳥ヶ島）に飛び上がって上陸したことから「取り上がり島」と呼ばれるようになり、後に「登利が島」「鳥ヶ島」と転訛したとされている。この故事にちなみ、賀露神社では2年毎の春の例祭で「ホーエンヤ」と称する神輿の海上渡御を行うほか、夏の例祭では灘祭と称して海上安全と豊漁祈願が行なわれる。

#### 大島
大島（おおしま）は鳥取市伏野溝川にある島。

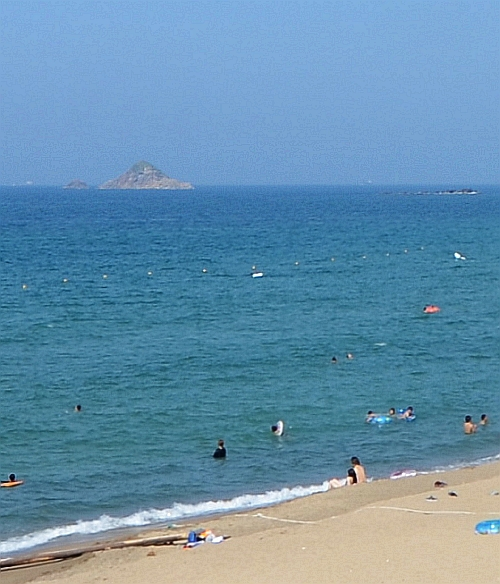
白兎海岸の海水浴場から望む大島と房島

別名「赤島」「伏野大島」。鳥取空港に近い鳥取市伏野地区の海岸から約1.2kmの沖合にある3島（伏野大島、小島、大鳥）の総称。島全体は流紋岩からなり、一番大きい島で周囲約300m、高さ32m、面積は0.002km2。
無人島で、樹木はない。周辺は房島とともに近世から漁場として知られ、磯釣りや地引き網漁が行なわれてきた。

#### 房島
房島（ふさしま）は鳥取市伏野にある島。
鳥取市伏野地区（白兎海岸の西）の海岸から沖合500mにある島で、周囲約200m、面積は0.005km2。高さは約5mほどしかなく樹木も生えておらず、形状から「平島」や「平岩」と呼ばれることもある。
貝類の採集や漁場として利用されているほか、冬季には岩海苔の採取が行われている。

#### 淤岐ノ島

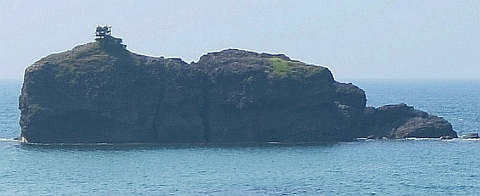
白兎海岸の淤岐ノ島

淤岐ノ島（おきのしま）は鳥取市伏野白兎にある島。
白兎海岸の西端、気多ヶ崎（気多岬、気多ヶ前、正木が端）の約150メートル沖合にある島。面積は0.002km2。高さ数メートル。気多岬と淤岐ノ島の間には岩礁が線状に連なっていて、干潮時には島状となって姿を表し、これを「恋島」とも呼ぶ。また、島の北側には波食棚があり、千畳敷と呼ばれる。
淤岐ノ島は「因幡の白兎」に登場する「沖の島」とも言われている。陸と島とを結ぶ線状の岩礁は、伝説の中で白ウサギが島から陸へ渡るのに使ったものと伝わり、「ワニの背岩」と呼ばれている。

#### 烏帽子岩

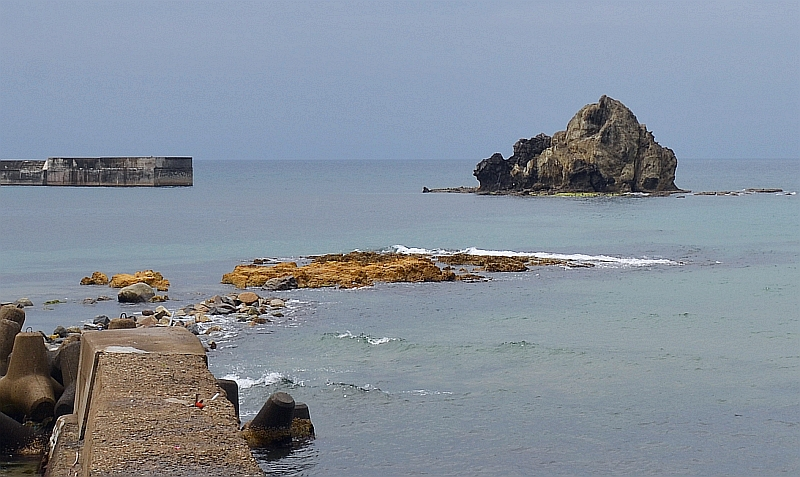
酒津漁港の先に浮かぶ烏帽子島

烏帽子島（えぼしじま）または烏帽子岩は鳥取市気高町酒津（旧気高町酒津）にある島。
鳥取市（旧気高町）の酒津漁港の北東400メートルの沖合にある。凝灰角礫岩でできた複数の岩礁からなる。周辺の海底は深さ3mから20mの岩場になっていて、高級魚のキジハタの放流実験が行われている。
酒津は元和年間(1615-1624年)にオランダ人宣教師が漂着してキリスト教を伝え、隠れキリシタンの里になったという伝承があり、それが地名の由来とする説もある。集落の寺に残されている切支丹灯篭は鳥取県によって文化財の指定を受けている。

## 鳥取県中央部
※該当なし

## 鳥取県西部
※該当なし

## その他
- 粟島神社 (米子市) - かつて「粟島」という中海の島だった。江戸時代に干拓により陸続きになる。